# موتور حاج یوسف ریگی
موتور حاج یوسف ریگی یک منطقهٔ مسکونی در ایران است که در دهستان بزمان واقع شده‌است.